# Basaralu, Mandya
Basaralu là một làng thuộc tehsil Mandya, huyện Mandya, bang Karnataka, Ấn Độ.